# Kōzō Fuyutsuki
Kōzō Fuyutsuki (冬月コウゾウ) es un personaje ficticio del manga y anime Neon Genesis Evangelion.

## Información del personaje
Nacido el 9 de abril de 1957, tiene 58 años. Posee el cargo de vicecomandante de la organización secreta NERV.
Antes del Segundo Impacto, era profesor de Biología Metafísica en la Universidad de Kioto. En este lugar conoció a Yui Ikari y a Gendō Rokubungi, que más tarde se casarían. Con ellos comenzaría una serie de trabajos que culminarían en el Proyecto de Complementación Humana y en la posterior creación de la organización GEHIRN.
Fuyutsuki es el asistente y confidente de Gendō Ikari, llegando a ser una clase de conciencia externa de este. En varias ocasiones mantiene conversaciones con Gendō, las cuales están cargadas de una filosofía humanista. 
Siempre apoyando a su antiguo discípulo, su tarea no se limita a ser solo su consejero, sino a velar por el cumplimiento de los planes de Gendô , lo que lo pondrá en una situación peligrosa. Esto queda demostrado cuando SEELE lo rapta para interrogarlo, debido las crecientes dudas que abrigan respecto de las verdaderas intenciones de Gendô Ikari.
Es la persona que más cerca se encuentra del líder de NERV, siendo su único miembro de confianza dentro de la organización. Lo que lo convierte en la segunda persona que más conoce acerca del Proyecto de Complementación Humana.  
En la película The End of Evangelion, Fuyutsuki queda a cargo de NERV cuando es atacada por el ejército. Se disuelve en LCL en el Tercer Impacto viendo a Rei Ayanami con la forma de Yui frente a él.